# 节节团扇蕨
节节团扇蕨（学名：Gonocormus prolifer）为膜蕨科团扇蕨属下的一个种。